# Der gute Gott von Manhattan
Der gute Gott von Manhattan ist das letzte Hörspiel von Ingeborg Bachmann, das 1957 entstand und am 29. Mai 1958 im NDR Hamburg  und im BR München unter der Regie von Fritz Schröder-Jahn mit der Musik von Peter Zwetkoff gesendet wurde.  Die Produktion wurde 1959 mit dem renommierten Hörspielpreis der Kriegsblinden ausgezeichnet. 1958 hatte der Text bei Piper in München im Druck vorgelegen.
Ekstatische Liebe zwischen Mann und Frau wird von der kapitalistischen Gesellschaft in Manhattan nach der Intention von Ingeborg Bachmann mit dem Tode bestraft.

## Inhalt

### Form und Handlung
Die Handlung ist auf zwei Ebenen verteilt. Auf der äußeren Ebene läuft eine Gerichtsverhandlung an einem heißen Augusttag in den 1950er-Jahren in New York City ab. Der Richter erkennt in dem Angeklagten, einem alten Mann, den guten Gott von Manhattan. Der gute Gott hat die 23-jährige Studentin Jennifer umgebracht. Die Vorgeschichte der Bluttat wird auf der inneren Ebene in Rückblenden nacherzählt. Es findet beständig ein Ebenenwechsel statt.
Der gute Gott ist unzufrieden. Seine Bombe sollte eigentlich auch noch Jan, den Geliebten der Amerikanerin Jennifer, zerreißen. Aber der junge Europäer, unverletzt geblieben, wartete nicht einmal das Begräbnis der Geliebten ab, sondern nahm sein Schiff nach Cherbourg. Dabei wollte Jan doch bleiben und mit Jennifer leben und sterben. Das hatte er ihr geschworen.
Der allwissende gute Gott tritt als der Nacherzähler der oben genannten inneren Ebene auf. Er sieht sich nicht als Angeklagter, sondern als Kronzeuge und will dem Richter nun „sagen, wie es kam“:
Dem Zug aus Boston entstiegen, hatte Jennifer den ortsfremden Jan auf dem Grand Central Bahnhof angesprochen, ihm gestanden, ihr gefielen Europäer und Hilfe angeboten. Jan behauptete, er käme allein zurecht. Die beiden nehmen im Parterre eines Stundenhotels das letzte freie Zimmer. Jan fordert Jennifer auf, sie möge sich ausziehen. Das junge Liebespaar verlässt danach bald das ungastliche Haus und wechselt das Hotel. Dabei geht es immer höher hinaus. Vom Erdgeschoss des Stundenhotels aus wird ein Zimmer im 7. Stock des Atlantic Hotels – allerdings mit Blick auf den Hof – bezogen. Später geht es noch höher hinaus, zunächst zum 30. Stockwerk und schließlich bis in den 57. Stock mit Meerblick. Jan will Jennifer lieben, bis er alt und hinfällig ist. Jennifer hätte nie geglaubt, dass Liebe so ohnmächtig machen kann. Kinder wollen beide zusammen haben. Jennifer möchte am liebsten die Zeit anhalten.
Solches Glück ist für den guten Gott, für den Liebe schlimmer ist als Ketzerei, keinesfalls hinnehmbar. Also muss das junge Paar „in die Luft fliegen“. Dieser Gott von Manhattan bringt doch tatsächlich persönlich eine Bombe – als Geschenk verpackt – vorbei. Jennifer nimmt die tödliche Ladung dankend entgegen. Jan springt dem sicheren Tod zufällig von der Schippe. Er will ewig bei Jennifer bleiben. Deshalb möchte er nur rasch seine Schiffskarte zurückgeben.
Zwar hält der Richter die Anklage aufrecht, doch er schweigt; verurteilt den guten Gott nicht, der nur „die ganze Wahrheit und nichts als die Wahrheit“ gesagt hat.

## Selbstzeugnisse
- Christine Lubkoll[8] zitiert aus Koschel/von Weidenbaum (1983) zur Schreibabsicht: Das Hörspiel verhandele eine Liebe, für die es noch nie einen Platz gegeben habe – darum der Bezug „auf ein paar der großen, alten Liebespaare[A 2], die ja alle zugrunde gehen“. Und Ingeborg Bachmann frage: „Warum denn?“
- Stefanie Golisch[9] zitiert die Autorin: „Es ist auch mir gewiß, daß wir in der Ordnung bleiben müssen.“

## Rezeption
Christine Lubkoll zitiert Horst-Günter Funke (1969): Die bürgerliche Ordnung triumphiere grausam über die Liebe. Für Peter Beicken ist das Hörstück ein wenig mehr: ein politisches Werk, in dem unter anderem solche historischen Fakten wie die „Einzelvernichtung“ des Menschen thematisiert werden.
Sprache
Nach Werner Weber schwebe die Sprache „zwischen Rapport und Singen“. Golisch hingegen stößt sich an dem gelegentlichen Pathos, lobt aber Ingeborg Bachmanns Bemühen, gegen das Versinken des Individuums in einer „konformistischen Zwangsgemeinschaft“ anzuschreiben.
Gesellschaftskritik
Der gute Gott verteidige seine Mordtat mit dem Argument, die Gesellschaft könne „absolute Liebe“ nicht tolerieren, eben, weil diese „nicht disziplinierbar“ sei. Bartsch sieht die ekstatische Liebe als Absage an den Kapitalismus.
Die „Sprengkraft der Liebe“
Wenn Höller den Hörspieltitel liest, dann wird er an Brechts „Guten Menschen von Sezuan“ erinnert. Der Richter bei Bachmann könne nicht anders; er müsse die Untaten des Gottes von Manhattan gutheißen.
Kalter Krieg
Die Stabilität der Gesellschaft dürfe durch solche brennende Liebe nicht bedroht werden. Also bleibe dem guten Gott nichts anderes übrig – er müsse in „einer vollständig verwalteten Gesellschaft“ bomben; die junge Amerikanerin hinrichten. „Es geschah nur Recht.“
Schuld
Nicht der Angeklagte ist schuld, sondern sein Opfer Jennifer. Also ist geheimes Morden Recht. Der Liebe hafte ein Schmerz an, der „mythopoetischen“ Ausdruck erhalte und der Tod spielt mit. „Heimgehen“ bedeute „zur Hölle“ fahren. Ingeborg Bachmann erhebe Anklage gegen das Patriarchat.
Gott – gesehen als Krimineller, der Bomben legt – ist Golisch einfach zu simpel. In seiner Melancholie und in seinem Zynismus verurteile der gute Gott Jan zum Leben, während Jennifer zermürbender Ehealltag erspart bleibt.
Indem Jan nach dem Bombenattentat überstürzt den Dampfer nach Europa nimmt, wird er zum Verräter seiner Liebe zu Jennifer.
Höller bespricht Schuld im Verhältnis von Ich und Über-Ich.
Amerika
1955 nahm die Autorin an einem von Henry Kissinger geleiteten Seminar der Harvard Summer School teil.
Bibliographie
Bareiss und Ohloff nennen weiter führende Arbeiten von Michael Gäbler (1964), Wolfgang Hädecke, Hans Jürgen Baden (1971), Herbert A. Frenzel und Elisabeth Frenzel (1975), Gunilla Bergsten (1972), Otto F. Best (1971), Viola Fischerová (1977), Hans Galinsky (1975), Wolfgang Gerstenlauer (1970), Bruno Heck (1959), Hans Rudolf Hesse (1969), Siegfried Kienzle (1968), Werner Klose (1977), Jana Pecharová (1969), Kurt Rothmann (1973), Wilfried F. Schoeller (1971), Albert Arnold Scholl (1959), Alfons Thome (1974), Werner Weber (1958), Wolf Wondratschek, Jürgen Becker (1970) und geben 41 Besprechungen an.

## Interpretation
Goethe
Das Leitmotiv heimlicher Liebe „Sag es niemand.“ stamme aus dem Gedicht „Selige Sehnsucht“ von Goethe:
Sagt es niemand, nur den Weisen,
Weil die Menge gleich verhöhnet:
Das Lebendige will ich preisen,
Das nach Flammentod sich sehnet.
...
Und so lang du das nicht hast,
Dieses: Stirb und werde!
Bist du nur ein trüber Gast
Auf der dunklen Erde.
Wie bei Goethe, so sei auch bei Bachmann die Liebe an den Tod gebunden. Bachmanns Text fehle aber die Goethesche Hoffnung – also das „Stirb und werde!“
Der Wunsch des Liebespaares nach dem Anhalten der Zeit finde ebenfalls sein Pendant bei Goethe. Jennifers „Ich möchte jetzt alles so hinlegen und stellen, als blieb es für immer“ entspräche Fausts „Verweile doch! du bist so schön!“ Zudem bespöttelt der gute Gott Jans Glück im Unglück: „Er war gerettet. Die Erde hatte ihn wieder.“ Bei Goethe heißt es „Ist gerettet!“ und „die Erde hat mich wieder!“

## Produktionen
1. Produzent: NDR, in Zusammenarbeit mit BR
Erstsendung29. Mai 1958 beim NDR und BR
Besetzung:
- Ernst Schröder: Der gute Gott
- Fritz Schröder-Jahn: Richter
- Horst Frank: Jan
- Margrit Ensinger: Jennifer
- Hans Clarin: Frankie
- Karl Lieffen: Billy
- Anja Buczkowski: Zigeunerin
- Mario Adorf: Barmann
- Adalbert von Cortens: Gerichtsdiener
- Nils Clausnitzer: Stimme u. v. a.

Regie: Fritz Schröder-Jahn
Auszeichnung: Hörspielpreis der Kriegsblinden 1959
Abspieldauer: 81'50 Minuten
Das Tondokument ist noch vorhanden und kann als Podcast des BR-Hörspiel Pool abgerufen werden.
2. Produzent: SWF, in Zusammenarbeit mit Radio Bremen und dem RIAS, in der Reihe Liebesgeschichten
Erstsendung29. Mai 1958 beim SWF
Besetzung:
- Charles Regnier: Der gute Gott
- Kaspar Brüninghaus: Richter
- Martin Benrath: Jan, junger Mann aus der alten Welt
- Gustl Halenke: Jennifer, junges Mädchen aus der neuen Welt
- Joachim Heege: Billy
- Kurt Beck: Frankie
- Mila Kopp: Zigeunerin
- Ernst Ehlert: Ein Wärter
- Walter Starz: Ein Polizist u. v. a.

Regie: Gert Westphal
Abspieldauer: 90'20 Minuten
Das Tondokument ist noch vorhanden
3. Produzent: Rundfunk der DDR
Erstsendung11. Dezember 1977 beim Rundfunk der DDR
Besetzung:
- Ekkehard Schall: Der gute Gott
- Volkmar Kleinert: Der Richter
- Winfried Glatzeder: Jan
- Jutta Hoffmann: Jennifer
- Gerd Grasse: Eichhörnchen Billy
- Ernst Meincke: Eichhörnchen Frankie u. v. a.

Regie: Peter Groeger
Abspieldauer: 107 Minuten
Das Tondokument ist noch vorhanden.
4. Produzent: DLR Berlin (Auftragsproduktion)
Erstsendung20. August 2000 beim DLR Berlin
Besetzung:
- Gina Durler: Der gute Gott
- Jakob Dobers: Der Richter
- Matthias Grupp: Jan
- Judith Lorentz: Jennifer
- Jan Kottmann: Eichhörnchen Billy
- Arne Meissner: Eichhörnchen Frankie u. v. a.

Bearbeitung und Regie: Giuseppe Maio und Judith Lorentz
Abspieldauer: 53'16 Minuten
Das Tondokument ist noch vorhanden.

## Theater und Film
Das Hörspiel wurde für Bühne und Film bearbeitet.
Sprechtheater
- 2001 Kampnagel: Preis für die beste Diplominszenierung an Patrick Becker, verliehen vom Forum für kulturelle Kooperation, Hamburg
- 2002 Münchner Galerie Theater Musik: Niel Mitra und Lenz Schuster

Musiktheater
- 2004 Oper von Adriana Hölszky. Libretto: Yona Kim. Uraufführung am 19. Mai im Schlosstheater Schwetzingen.

TV-Film
- 1972 Klaus Kirschner verfilmte das Hörstück für das Fernsehen. Verena Buss spielte die Jennifer und Mathieu Carrière den Jan.

### Textausgaben
Verwendete Ausgabe
- Christine Koschel, Inge von Weidenbaum, Clemens Münster (Hrsg.): Ingeborg Bachmann. Werke. Erster Band: Gedichte. Hörspiele. Libretti. Übersetzungen. Piper, München 1978, ISBN 3-492-11701-5, S. 269–327. (5. Auflage 1993) (Band 1701 der Serie Piper)

### Sekundärliteratur
- Horst-Günter Funke: Ingeborg Bachmann. Zwei Hörspiele. Die Zikaden. Der gute Gott von Manhattan. Interpretation. Oldenbourg, München 1969, S. 52–72
- Heinz Schwitzke (Hrsg.), Werner Klippert (Hrsg.): Reclams Hörspielführer. Reclam, Stuttgart 1969 (RUB 10161–10168), S. 55–56
- Beatrice Angst-Hürlimann: Im Widerspiel des Unmöglichen mit dem Möglichen. Zum Problem der Sprache bei Ingeborg Bachmann. Juris Verlag, Zürich 1971 (Diss. Zürich 1971), S. 53–76
- Holger Pausch: Ingeborg Bachmann. Colloquium Verlag, Berlin 1975 (Reihe: Köpfe des 20. Jahrhunderts, Bd. 81), S. 40–56
- Otto Bareiss, Frauke Ohloff: Ingeborg Bachmann. Eine Bibliographie. Mit einem Geleitwort von Heinrich Böll. Piper, München 1978. ISBN 3-492-02366-5
- Peter Beicken: Ingeborg Bachmann. Beck, München 1988, ISBN 3-406-32277-8, S. 113–127
- Hans Höller: Ingeborg Bachmann. Das Werk. Von den frühesten Gedichten bis zum „Todesarten“-Zyklus. Hain (Athenäums Programm), Frankfurt am Main 1993. ISBN 3-445-08578-1, S. 106–122
- Christine Koschel (Hrsg.), Inge von Weidenbaum (Hrsg.): Ingeborg Bachmann. Wir müssen wahre Sätze finden. Gespräche und Interviews. Piper, München 1983 (Aufl. 1994), ISBN 3-492-11105-X, S. 86.
- Werner Weber, S. 41–43 (aus: Neue Zürcher Zeitung vom 6. Dezember 1958) In: Michael Matthias Schardt (Hrsg.): Über Ingeborg Bachmann. Rezensionen – Porträts – Würdigungen (1952–1992). Rezeptionsdokumente aus vier Jahrzehnten. Igel Verlag, Paderborn 1994, ISBN 3-927104-53-1
- Kurt Bartsch: Ingeborg Bachmann. Metzler, Stuttgart 1997, ISBN 3-476-12242-5. (2. Aufl., Sammlung Metzler. Band 242)
- Stefanie Golisch: Ingeborg Bachmann zur Einführung. Junius, Hamburg 1997. ISBN 3-88506-941-5, S. 84–92
- Hans Höller: Ingeborg Bachmann. Rowohlt, Reinbek 1999 (Aufl. 2002), ISBN 3-499-50545-2
- Monika Albrecht (Hrsg.), Dirk Göttsche (Hrsg.): Bachmann-Handbuch. Leben – Werk – Wirkung. Metzler, Stuttgart 2002, ISBN 3-476-01810-5
- Mathias Mayer (Hrsg.): Interpretationen. Werke von Ingeborg Bachmann. Reclam, Stuttgart 2002 (RUB 17517), ISBN 3-15-017517-8
- Bettina von Jagow: Ästhetik des Mythischen. Poetologien des Erinnerns im Werk von Ingeborg Bachmann. Böhlau, Köln 2003 (Diss. München 2001), ISBN 3-412-06903-5